# 진공 포장

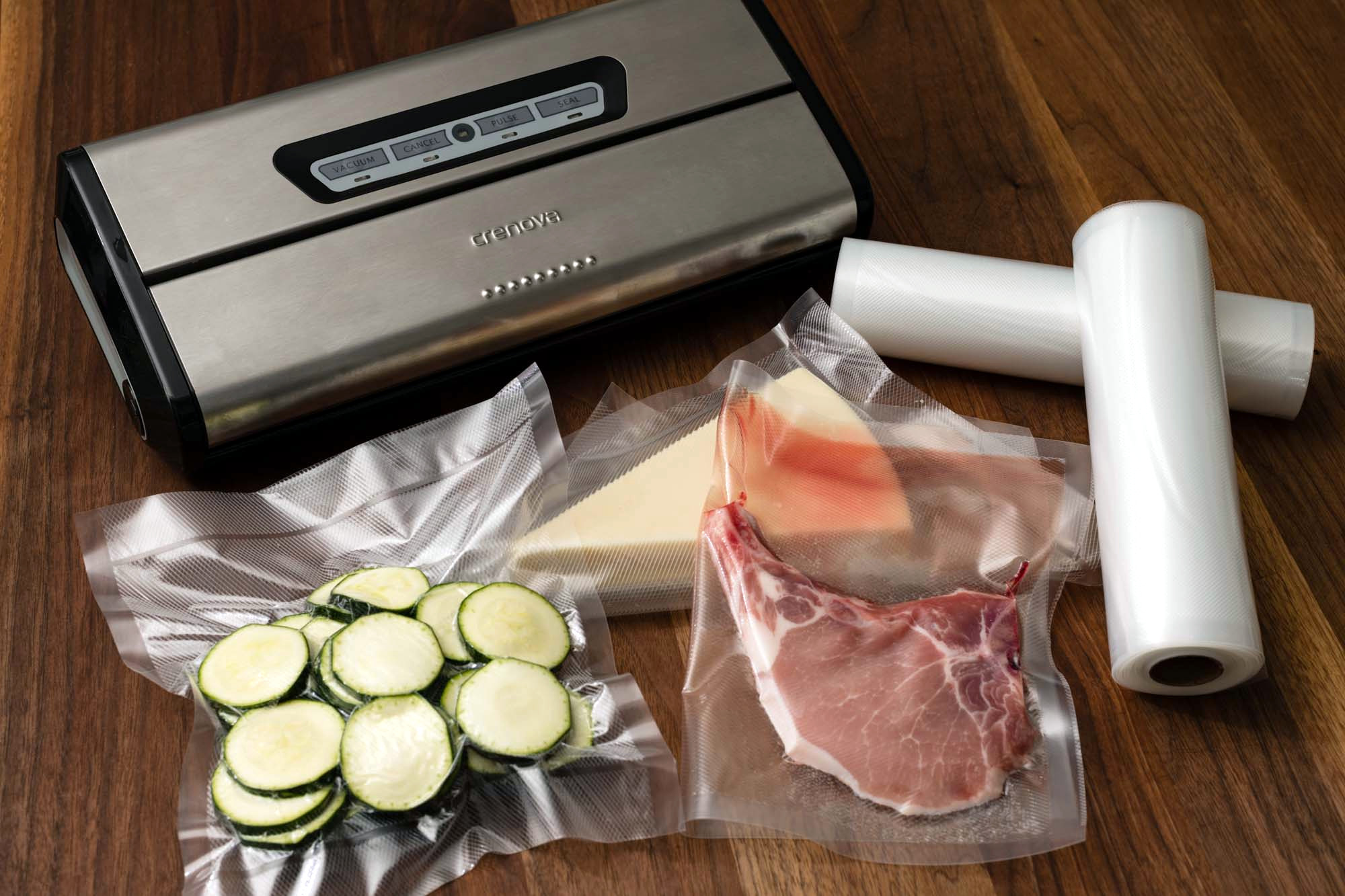
가정용 진공 포장기와 밀봉에 사용되는 플라스틱 롤과 함께 진공 포장된 식품들

진공 포장(vacuum packing)은 밀봉하기 전에 포장에서 공기를 제거하는 포장 방법이다. 이 방법에는 플라스틱 필름 패키지에 품목을 넣고 내부의 공기를 제거한 후 패키지를 밀봉하는 작업이 포함된다. 수축필름은 내용물을 꼭 맞게 고정하기 위해 사용되는 경우도 있다. 진공 포장의 목적은 일반적으로 용기에서 산소를 제거하여 식품의 유통기한을 연장하고 유연한 포장 형태를 사용하여 내용물과 포장의 부피를 줄이는 것이다.
진공 포장은 대기 산소를 감소시켜 호기성 박테리아나 곰팡이의 성장을 제한하고 휘발성 성분의 증발을 방지한다. 또한 시리얼, 견과류, 가공육, 치즈, 훈제 생선, 커피, 감자칩 등 건조 식품을 장기간 보관하는 데에도 일반적으로 사용된다. 보다 단기적으로 진공 포장은 박테리아 성장을 억제하기 때문에 야채, 고기, 액체와 같은 신선한 식품을 보관하는 데에도 사용할 수 있다.
진공 포장은 비식품 품목의 부피를 크게 줄여준다. 예를 들어 의류나 침구 등은 가정용 진공 청소기나 전용 진공포장기로 비운 가방에 보관할 수 있다. 이 기술은 때때로 가정 쓰레기를 압축하는 데 사용된다. 예를 들어, 수거된 각 봉투에 대해 요금이 부과되는 경우이다.
비닐봉지, 통조림, 병 또는 메이슨병을 사용한 진공 포장 제품은 가정용으로 제공된다.
진공 포장 과정에서 부서질 수 있는 민감한 식품(예: 감자칩)의 경우 내부 가스를 질소로 교체하는 것이 대안이다. 이는 산소 제거로 인한 열화를 억제하는 것과 동일한 효과를 갖는다.